# التخصيص (فن)

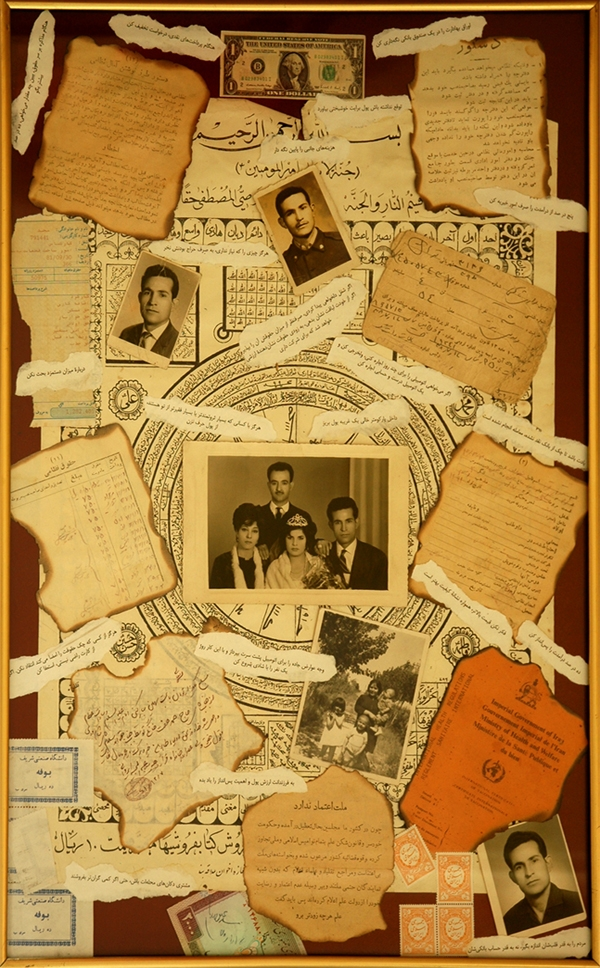

التخصيص في الفن هو استخدام أشياء أو صور موجودة مسبقًا مع القليل من التحريف أو عدم التحريف على الإطلاق. لعب استخدام التخصيص دورًا مهمًا في تاريخ الفنون (الفنون الأدبية والمرئية والموسيقية وفنون الأداء). في الفنون البصرية إلى الوسائل المناسبة لتبني أو استعارة أو إعادة تدوير أو أخذ عينات من جوانب الثقافة البصرية التي يصنعها الإنسان بشكل صحيح (أو الشكل الكامل). ومن الجدير بالذكر في هذا الصدد القطع الجاهزة لمارسيل دوشامب.
يتأصل مفهوم التخصيص في مفهوم أن العمل الجديد يعيد صياغة سياق كل ما يجري اقتراضه لإنشاء العمل الجديد. يظل «الشيء» الأصلي في معظم الحالات متاحًا مثل الأصل دون تغيير.

## تعريف
التخصيص، على غرار فن الكائن الموجود، هو «كاستراتيجية فنية، الاقتراض المتعمد والنسخ والتعديل للصور والأشياء والأفكار الموجودة مسبقًا». جرى تعريفه أيضًا على أنه «الاستيلاء ضمن العمل الفني على شيء حقيقي أو حتى على عمل فني قائم». يتبع معرض تايت هذه الممارسة إلى التكعيبية والدادائية، واستمر في السريالية في أربعينيات القرن العشرين وفن البوب في خمسينيات القرن العشرين. عاد إلى الصدارة في ثمانينيات القرن العشرين مع فناني النيو جيو، وهو اليوم ممارسة شائعة بين الفنانين المعاصرين مثل ريتشارد برينس، وشيري ليفين وجيف كونز.

## لمحة تاريخية

### النصف الأول من القرن العشرين
خصص بابلو بيكاسو وجورج براك في أوائل القرن العشرين، أشياء من سياق غير فني في عملهم. لصق بيكاسو في عام 1912 قطعة قماش زيتية على قماشة الرسم. التراكيب اللاحقة مثل الغيتار والصحيفة، والزجاج والقارورة (1913) التي استخدم فيها بيكاسو قصاصات الصحف لإنشاء أشكال، هي كولاج مبكر صُنف كجزء من التكعيبية الاصطناعية. دمج الفنانان جوانب «العالم الحقيقي» في لوحاتهما، مما أدى إلى فتح نقاش حول الدلالة والتمثيل الفني.
قدم مارسيل دوشامب في عام 1915 مفهوم القطع الجاهزة، إذ أن «الأشياء النفعية المنتجة صناعيًا، تحقق مكانة الفن فقط من خلال عملية الاختيار والعرض». اكتشف دوشامب هذه الفكرة في وقت مبكر من عام 1913 عندما ركب كرسيًا مع عجلة دراجة ومرة أخرى في عام 1915، عندما اشترى مجرفة ثلج وكتب عليها «قبل كسر الذراع، مارسيل دوشامب». نظم دوشامب في عام 1917، عرضًا جاهزًا في معرض جمعية الفنانين المستقلين تحت اسم مستعار، آر. موت. العمل الذي حمل اسم النافورة، هو عبارة عن مبولة من البورسلين مثبتة فوق قاعدة تحمل توقيع «آر. موت 1917». شكل العمل تحديًا مباشرًا للمفاهيم التقليدية للفنون الجميلة والملكية والأصالة والانتحال وقد رفضته لجنة المعرض فيما بعد. دافع الرجل الأعمى في مجلة نيويورك دادا عن النافورة مدعيًا أن «سواء كان السيد موت قد صنع النافورة بيديه أم لا، فهذا ليس أمرًا ذو أهمية، فهو اختارها، لقد أخذ موضوعًا عاديًا من الحياة ووضعه بحيث تختفي أهميته النفعية تحت العنوان الجديد ووجهة النظر الجديدة، وصنع فكرة جديدة لهذا الشيء».
استمرت حركة دادا في تبني امتلاك الأشياء اليومية وإدخالها ضمن الكولاج. تميزت أعمال دادا باللاعقلانية المتعمدة ورفض المعايير الفنية السائدة. يُظهر كيرت شويترز حساسية مماثلة في أعماله المعروفة باسم «ميرز». بنى أجزاء من هذه الأشياء الموجودة التي أخذت شكل الإنشاءات الكبيرة من الغيزامتكونستفيرك والتي تُسمى اليوم التنصيبية.
دمج السرياليون الذين جاؤوا بعد حركة دادا، استخدام «الأشياء الموجودة» مثل عمل مريت أوبنهايم (غداء في الفراء) (1936) أو عمل سيلفادور دالي هاتف الكركند (1936). اكتسبت هذه الأشياء الموجودة معنى جديدًا عند دمجها مع أشياء أخرى غير متوقعة وغير محتملة.